# Difuzare în direct pe internet
Difuzarea în direct pe internet, cunoscută și după denumirea live streaming din limba engleză, reprezintă difuzarea de videouri sau mesaje audio în timp real.